# زبان‌های اوغوز
زبان‌های اوغوز یکی از زیر شاخه‌های خانواده زبان‌های ترکی می‌باشد. حدود ۱۱۲ میلیون نفر در جهان به زبان‌های اوغوز سخن می‌گویند. محدوده تکلم این زبان از بالکان تا آسیای میانه است. واژه اوغوز اشاره به ترکان غز دارد.

## تاریخچه
نیای زبان‌های اوغوز موضوعی مورد بحث است. زبان قدیمی‌ترین سنگ‌نوشته‌ها مانند سنگ‌نوشته اورخون و اسنادی مانند دستنوشته‌های اویغوری قدیمی‌تر، بیشتر نیای زبان‌های ترکی قارلوق و قبچاق به‌شمار می‌روند. زبان‌های اوغوز ظاهراً از زبان مردمی نشأت گرفته‌اند که در سالنامه‌های چینی با نام «تورگوت غربی» شناخته می‌شوند. زبان‌های آناتولیایی قدیم و عثمانی قدیم، که به عنوان ترکی میانه شناخته می‌شوند، قدیمی‌ترین زبان‌ها در گروه زبان‌های اوغوز از خانواده زبان‌های ترکی محسوب می‌شوند. اصطلاح «اوغوز» به شاخه جنوب غربی زبان‌های ترکی مشترک اطلاق می‌شود. این اصطلاح به اوغوزهای ترک اشاره دارد که در قرن هشتم از کوه‌های آلتای به آسیای مرکزی مهاجرت کردند و سپس به عنوان قبایل جداگانه به خاورمیانه و بالکان گسترش یافتند.

## ویژگی‌های زبان‌شناسی
زبان‌های اوغوز ویژگی‌های مشترکی دارند که زبان‌شناسان از روی این ویژگی‌ها این زبان‌ها را در یک رده قرار می‌دهند. برخی از این ویژگی‌ها با دیگر زبان‌های ترکی مشترکند اما برخی به زبان‌های اوغوز اختصاص دارند.
محمود کاشغری، زبان‌شناس ترک‌تبار سده یازدهم میلادی، در آثار خود اظهار داشته است که زبان اوغوز در میان تمام زبان‌های ترکی، ساده‌ترین زبان است.

## رده‌بندی
زبان‌های اوغوز بر اساس جغرافیا و ویژگی‌های مشترک به سه بخش تقسیم شده‌اند. هنوز هم به زبان‌های پررنگ صحبت می‌شود.
| نیاترکی | ترکی عام | اوغوز | اوغوز غربی  | - ترکی استانبولی - ترکی آذربایجانی - گاگائوز - روملی - ترکی عثمانی (منقرض شده) |
| نیاترکی | ترکی عام | اوغوز | اوغوز شرقی  | - ترکمنی - ترکی خراسانی - سالاری                                               |
| نیاترکی | ترکی عام | اوغوز | اوغوز جنوبی | - قشقایی - افشاری - چهارمحالی - سنقری                                          |